# Александър Поплилов
Александър Поплилов Йончев е известен български художник, професор в Художествената академия, живописец, график, приложник.

## Биография
Роден е на 12 май 1916 г. в Кула, Видинско. Завършва декоративни изкуства в Художествената академия в София с преподавател Дечко Узунов през 1940 г. През същата година става член на Дружеството на новите художници. Участва като военен художник в заключителната фаза на Втората световна война.
През 1956 г. става доцент по „Плакат“, а от 1967 г. е професор по „Приложна графика“. Ръководи катедрите „Графика“ (от 1958), „Промишлени изкуства“ (1968 – 1973), „Приложна графика“ (от 1976). В периода 1962 – 1966 г. е ректор на Художествената академия.
Работи основно в областта на приложната графика и живопис. Той е експресивен илюстратор, романтичен живописец и педагог. Творчеството му е политически ангажирано и жанрово разнообразно. Автор е на илюстрации в над 30 детски книжки и поредици от книги, излизали в периода, когато твори. Едни от най-известните му творби са „Разстрел“ и „Портрет на Н. Коперник“. Поплилов проектира в областта на приложната графика пощенски марки със сложни сюжети, например серията „История славянобългарска“ от 1962 година.
Умира на 9 септември 2001 г. в София.